# メラニー・ソフィカ

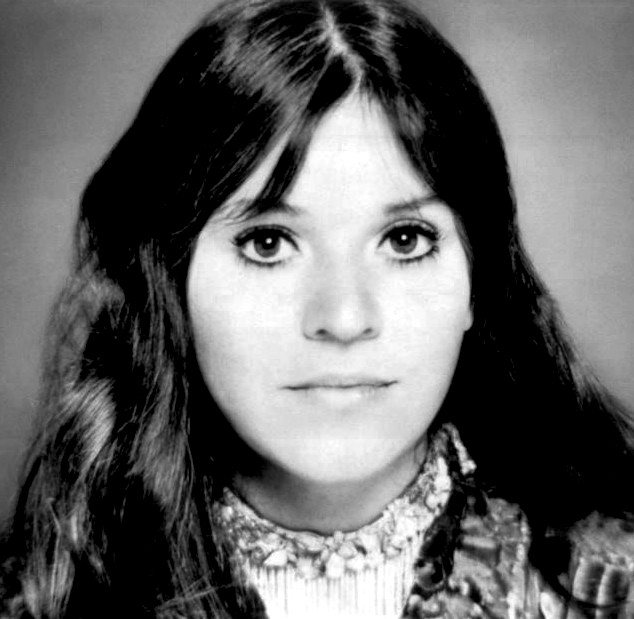
メラニー（1975年）

メラニー、またはメラニー・ソフィカとして知られるメラニー・アン・ソフィカ・シュケリック（Melanie Anne Safka-Schekeryk、1947年2月3日 - 2024年1月23日）は、アメリカのシンガーソングライター。1969年のウッドストック・フェスティバルに出演した時に披露した「レイ・ダウン (キャンドルズ・イン・ザ・レイン)」（1970年）、ローリング・ストーンズのカバー曲「ルビー・チューズデイ」（1970年）、全米ナンバー1に輝いたヒット曲「心の扉をあけよう」（1971年）などでよく知られる。

## 経歴

### 生い立ち
メラニーはニューヨーク、クイーンズ区近くのアストリアで生まれる。父親のフレッドはウクライナ系で、母親のポリーはイタリア系のジャズ・シンガーであった。
メラニーが初めて人前で歌ったのは、4歳の時にラジオショー『Live Like A Millionaire』に出演し、「Gimme a Little Kiss」を歌ったことであった。彼女はニュージャージー州レッドバンクのレッドバンク高校に学び、1964年に卒業した。

### 活動初期
1960年代に彼女は芸能活動を始め、ニュージャージー州ウェストエンドの小さなコーヒーハウス、ザ・インクウェルで演奏を行った。両親は大学への進学を強く主張したので、彼女はニューヨークのアメリカン・アカデミー・オブ・ドラマティック・アーツで演劇を学んだ。やがて彼女はグリニッジ・ヴィレッジのフォーク・クラブで歌い始め、最初のレコーディングの契約にサインした。
最初彼女はコロムビア・レコードと契約し、2枚のシングルをリリースした。その後、ブッダ・レコードと契約、1969年に「Bobo's Party」がフランスでチャート1位となるヒットを記録した。彼女のデビュー・アルバムは『ビルボード』誌で好意的に評価され、彼女の声は「年齢を超えて賢い。彼女のこのLPのセレクションにおける非協調的なアプローチは、侮れない彼女の新しい才能を作り上げる。」と伝えられた。

## ディスコグラフィ

### アルバム
- 『ボーン・トゥ・ビー』 - Born to Be (1968年)
- 『メラニー』 - Melanie (1969年) ※『Affectionately Melanie』として再発あり
- 『レイ・ダウン/ニュー・フォークの彗星』 - Candles in the Rain (1970年)
- 『グッド・ブック』 - The Good Book (1971年)
- 『ギャザー・ミー』 - Gather Me (1971年)
- 『ガーデン・イン・ザ・シティ』 - Garden in the City (1971年)
- 『ストーングラウンド・ワーズ』 - Stoneground Words (1972年)
- 『マドルガーダ』 - Madrugada (1974年)
- 『アズ・アイ・シー・イット・ナウ』 - As I See It Now (1974年)
- 『サンセット・アンド・アザー・ビギニングス』 - Sunset and Other Beginnings (1975年)
- Photograph (1976年)
- 『フォノジェニック』 - Phonogenic – Not Just Another Pretty Face (1978年)
- 『美しき愛の詩集』 - Ballroom Streets (1979年)
- Arabesque (1982年)
- Seventh Wave (1983年)
- Am I Real or What (1985年)
- Melanie (1987年)
- Cowabonga – Never Turn Your Back on a Wave (1988年)
- Silence Is King (1993年)
- Silver Anniversary (1993年)
- Old Bitch Warrior (1996年)
- Low Country (1997年)
- Antlers (1997年)
- Beautiful People (1999年)
- Moments from My Life (2002年)
- Crazy Love (2002年)
- Paled by Dimmer Light (2004年)
- Ever Since You Never Heard of Me (2010年)